# Ruta de Illinois 163
La Ruta de Illinois 163, y abreviada IL 163 (en inglés: Illinois Route 163) es una carretera estatal estadounidense ubicada en el estado de Illinois. La carretera inicia en el oeste desde la IL 158     en Millstadt hacia el este en la IL 15     en Alorton. La carretera tiene una longitud de 15,9 km (9.89 mi).

## Mantenimiento
Al igual que las autopistas interestatales, y las rutas federales y el resto de carreteras estatales, la Ruta de Illinois 163 es administrada y mantenida por el Departamento de Transporte de Illinois por sus siglas en inglés IDOT.